# Емреджан Узунхан
Емреджан Узунхан (туркм. Emrecan Uzunhan, нар. 26 лютого 2001, Стамбул, Туреччина) — турецький футболіст, захисник стамбульського клубу «Бешикташ». На умовах оренди грає за «Анталіяспор».

## Ігрова кар'єра
Емреджан Узунхан народився у Стамбулі і є вихованцем столичних клубів «Галатасарай» та «Істанбулспор», де він грав на молодіжному рівні.
У складі останнього Узунхан дкбютував на професійному рівні, коли вийшов на поле в основі «Істанбулспора» 13 вересня 2020 року у матчі Першої ліги чемпіонату Туреччини.
У липні 2022 року Узунхан перейшов до клубу Суперліги «Бешикташ», з яким підписав п'ятрічний контракт. 14 серпня 2022 року захисник вперше вийшов на поле в складі нової команди у Вищому дивізіоні але вже на 37 хвилині матчу отримав другу жовту картку і був вилучений з поля. У лютому 2023 року Узунхан до кінця сезону відправився в оренду у клуб «Анталіяспор».
Після оренди повернувся до «Бешикташа», з яким виграв Кубок Туреччини у 2024 році.

## Титули
Бешикташ
- Переможець Кубка Туреччини: 2023/24